# Bergtjärnet (Skillingmarks socken, Värmland)
Bergtjärnet är en sjö i Eda kommun i Värmland och ingår i Göta älvs huvudavrinningsområde.